# Sphagnum septatum
Sphagnum septatum är en bladmossart som beskrevs av Warnstorf 1911. Sphagnum septatum ingår i släktet vitmossor, och familjen Sphagnaceae. Inga underarter finns listade i Catalogue of Life.